# Joel Corry

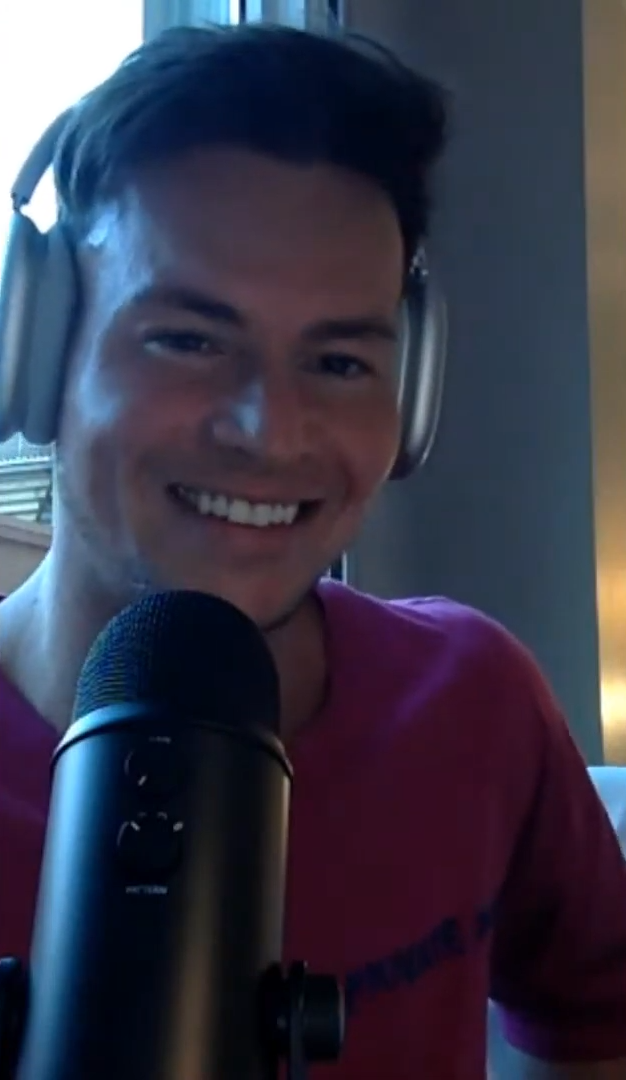
Joel Corry (2021)

Joel Corry (* 10. Juni 1989 in London) ist ein britischer DJ, Musikproduzent und Fitnesstrainer, der hauptsächlich im Genre House aktiv ist. 2019 konnte der Produzent mit seiner Single Sorry erste internationale Erfolge verzeichnen. Mit dem Lied Head & Heart, das 2020 erschien, gelang ihm der internationale Durchbruch. Head & Heart erreichte Platz eins der britischen Singlecharts.

## Karriere

### Bis 2019: Musikalische Anfänge und erste internationale Erfolge mitSorry
Corry begann im Alter von 13 Jahren mit dem DJing und später auch mit der Musikproduktion. Im Jahr 2015 veröffentlichte er seine Debüt-Single Back Again. Bis 2018 war Corry in Clubs in Europa zu sehen, zur gleichen Zeit war er außerdem als Fitnesstrainer tätig und veröffentlichte seine eigene Fitness-App.
Am 5. April 2019 veröffentlichte Corry die Single Sorry, die ein Remake des 1999 erschienenen Liedes Sorry (I Didn’t Know) von Monsta Boy darstellt. Die Version von Corry erreichte den sechsten Platz der britischen Singlecharts und konnte sich zehn Wochen in der britischen Top Ten halten. Außerdem erreichte das Lied Platzierungen in den australischen Singlecharts und den US-Dance Charts. Sorry wurde in Großbritannien und in Australien mit einer Platin-Schallplatte für insgesamt über 670.000 Verkäufe ausgezeichnet. Nachdem das Lied in der Reality-TV Show Love Island gespielt wurde, konnte es mit 41.000 Anfragen innerhalb von 24 Stunden den Rekord für das Lied mit den meisten Shazams innerhalb von 24 Stunden im Vereinigten Königreich brechen.

### 2020: Internationaler Durchbruch mitLonelyundHead & Heart
Am 24. Januar 2020 erschien die Single Lonely, die Platz vier der britischen Singlecharts erreichte. Die Single konnte außerdem in Irland, Polen und Slowenien die Top Ten erreichen. Sie wurde in England am 26. Juni mit einer Platin-Schallplatte ausgezeichnet. Insgesamt erschienen acht Remixe für Lonely, unter anderem von Vize und Goodboys. Von Corry erschien außerdem noch ein VIP und ein Basement Mix sowie eine Akustikversion zusammen mit der Sängerin Harlee.
Am 3. Juli 2020 folgte die Single Head & Heart zusammen mit dem Sänger MNEK. Die Single erreichte in Großbritannien, Irland, Schottland, Belgien, Ungarn, Tschechien, der Slowakei und den Niederlanden Platz eins der Singlecharts. In Deutschland erreichte Head & Heart Platz vier der Singlecharts und Platz eins in den Dancecharts. Außerhalb von Europa konnte die Single in Australien Platz zwei, in Neuseeland Platz fünf, in Kanada Platz 35 und in den USA Platz 99 erreichen. Am 14. August erschien ein Tech House Remix von David Guetta. Am 27. August folgte ein VIP Mix von Corry und am 4. September ein Remix von Vintage Culture und Fancy Ink. Insgesamt erschienen für das Lied 13 Remixe sowie eine Akustikversion. Head & Heart wurde weltweit mit 14× Platin und 7× Gold für insgesamt über 2,6 Millionen Verkäufe ausgezeichnet.
Ende August 2020 wurde bekannt gegeben, dass Corry bei Atlantic Records unter Vertrag genommen wurde.

## Diskografie
Studioalben

| Jahr | Titel Musiklabel                          | Höchstplatzierung, Gesamtwochen, AuszeichnungChartplatzierungen (Jahr, Titel, Musiklabel, Platzierungen, Wochen, Auszeichnungen, Anmerkungen) | Höchstplatzierung, Gesamtwochen, AuszeichnungChartplatzierungen (Jahr, Titel, Musiklabel, Platzierungen, Wochen, Auszeichnungen, Anmerkungen) | Höchstplatzierung, Gesamtwochen, AuszeichnungChartplatzierungen (Jahr, Titel, Musiklabel, Platzierungen, Wochen, Auszeichnungen, Anmerkungen) | Höchstplatzierung, Gesamtwochen, AuszeichnungChartplatzierungen (Jahr, Titel, Musiklabel, Platzierungen, Wochen, Auszeichnungen, Anmerkungen) | Höchstplatzierung, Gesamtwochen, AuszeichnungChartplatzierungen (Jahr, Titel, Musiklabel, Platzierungen, Wochen, Auszeichnungen, Anmerkungen) | Höchstplatzierung, Gesamtwochen, AuszeichnungChartplatzierungen (Jahr, Titel, Musiklabel, Platzierungen, Wochen, Auszeichnungen, Anmerkungen) | Anmerkungen                                             |
| Jahr | Titel Musiklabel                          | DE | AT | CH | UK | US | Dance | Anmerkungen                                             |
| ---- | ----------------------------------------- | --- | --- | --- | --- | --- | --- | ------------------------------------------------------- |
| 2023 | Another Friday Night Asylum Records (WMG) | — | — | — | UK5 Gold · (59 Wo.)UK | — | — | Erstveröffentlichung: 14. Juli 2023 Verkäufe: + 220.000 |